# Wlastimil Hofman

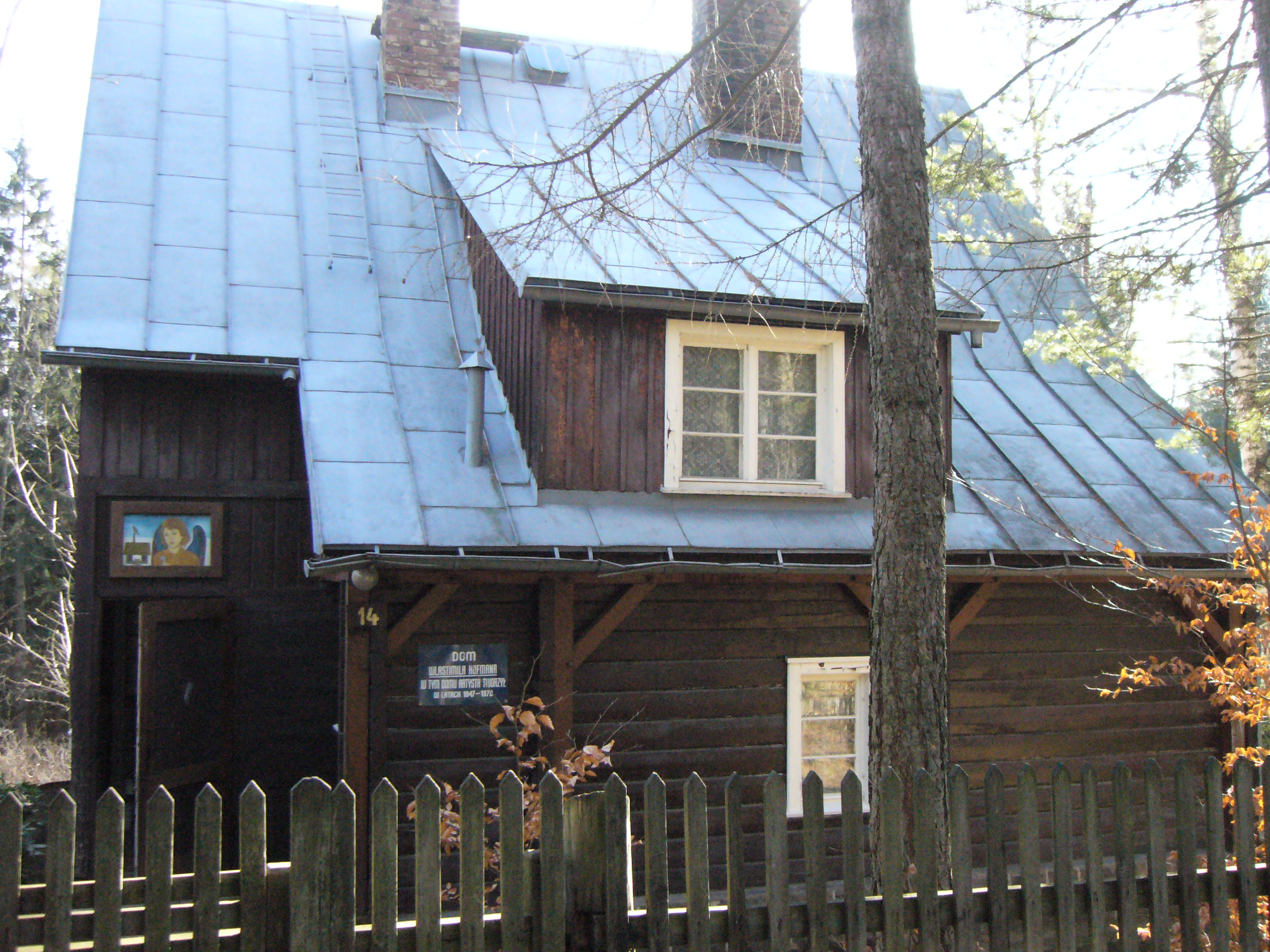
Dom w Szklarskiej Porębie gdzie żył i tworzył

Wlastimil Hofman, właśc. Vlastimil Hofmann (ur. 27 kwietnia 1881 w Karlínie (obecnie dzielnica Pragi), zm. 6 marca 1970 w Szklarskiej Porębie) – polski malarz pochodzenia czeskiego, przedstawiciel symbolizmu.

## Życiorys
Był najmłodszym z szóstki dzieci Czecha Ferdynanda Hofmana i Polki Teofili z d. Muzyka. W 1889 roku rodzina przeniosła się do Krakowa, gdzie Wlastimil uczęszczał do szkoły św. Barbary i gimnazjum im. Jana III Sobieskiego. W 1896 roku rozpoczął studia w Szkole Sztuk Pięknych u Jacka Malczewskiego, Leona Wyczółkowskiego i Jana Stanisławskiego. W latach 1899–1901 studiował w École des beaux-arts w Paryżu pod kierunkiem Jean-Léona Gérôme’a. Od 1902 roku zaczął wystawiać swoje prace. Od 1904 należał do Towarzystwa Artystów Czeskich „Mánes” i Towarzystwa Artystów Polskich „Sztuka”. W 1905 roku powstała Spowiedź, która wystawiona w 1906 roku w warszawskiej Zachęcie przyniosła mu sławę. W 1907 jako pierwszy Polak otrzymał nominację na członka wiedeńskiej Galerii Secesji. W latach 1914–1920 mieszkał w Pradze i Paryżu, po czym wrócił do Krakowa. W 1921 zbudował dom i pracownię przy ul. Spadzistej w Krakowie. W 1923 roku został członkiem ugrupowania „Sztuka Rodzima” głoszącego konserwatywny program artystyczny. W 1920 ożenił się z Adą Goller
Po wybuchu II wojny światowej i agresji ZSRR na Polskę z 17 września 1939 przebywał wraz z żoną w zamku w Pomorzanach, gdzie stacjonował szwadron polskiego 20 Pułku Ułanów im. Króla Jana III Sobieskiego, który 20 września został otoczony i wzięty do niewoli przez wojska sowieckie. Hofman portretował wówczas żołnierzy na niewielkich kartonikach. Portreciki miały być wysłane do rodzin, a jednym z portretowanych był Zdzisław Peszkowski, który pomagając skarbnikowi dywizjonu w rozdzielaniu pieniędzy pomiędzy żołnierzy i ukrywając znaczną ich część, po dostaniu się do niewoli postanowił przekazać je Hofmanowi, aby nie dostały się w ręce władz sowieckich. Następnie Hofman przeżył tułaczkę przez Wołyń do Stambułu, Hajfy, Tel Awiw-Jafy, Jerozolimy. Tam spotkał po latach ponownie Peszkowskiego, wyznając mu, iż ofiarowane mu w 1940 pieniądze uratowały Hofmanom życie, gdy aresztowani w Moskwie odzyskali wolność i mogli wykupić podróż do Polski. Szacuje się, że w okresie emigracji Hofman stworzył ponad dwieście prac.
W 1942 roku wydał tomik wierszy Przez ciernie do Wolności. Do Krakowa powrócił w czerwcu 1946 roku, ale już w 1947 roku wyjechał do Szklarskiej Poręby, gdzie zamieszkał w skromnym domku („Wlastmilówka”). Po II wojnie światowej Hofman stał się kontynuatorem bogatej tradycji wcześniejszej kolonii artystycznej w Szklarskiej Porębie. Zarabiał tam na życie malując portrety turystom i mieszkańcom. Wówczas powstały liczne obrazy o tematyce religijnej dla kościoła parafialnego w Szklarskiej Porębie, w tym: Czterej Ewangeliści, Droga Różańcowa, Droga Krzyżowa, Adoracja Dzieciątka.
W 1962 w Zachęcie miała miejsce wystawa monograficzna artysty.
Zmarł 6 marca 1970 roku, dokładnie dwa lata po śmierci ukochanej żony Ady, z którą zalegalizował swój związek w 1919 roku. Ich ciała zostały pochowane we wspólnym grobie na cmentarzu komunalnym w Szklarskiej Porębie.

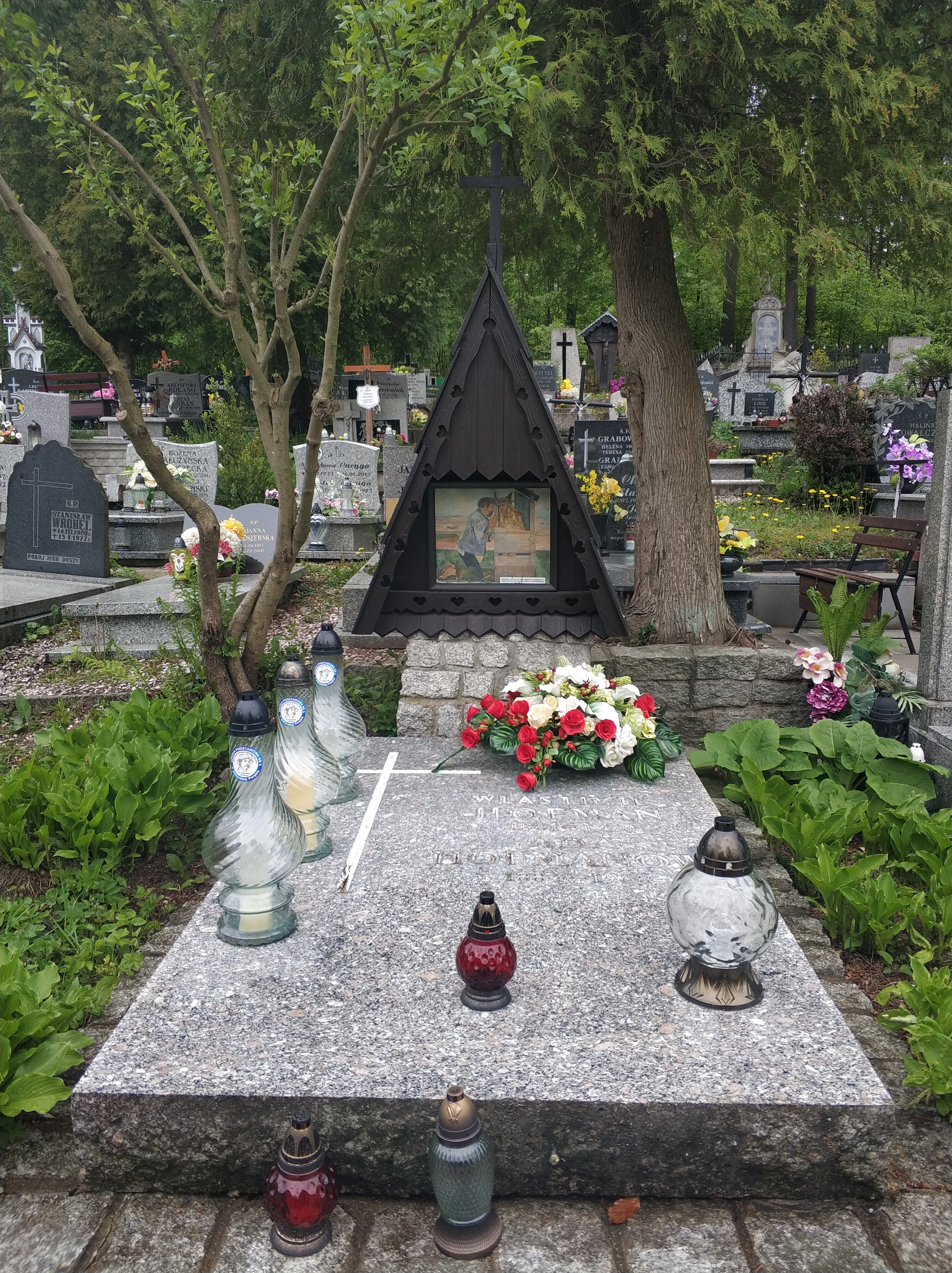
Grób Wlastimila i Ady Hofman. Cmentarz parafialny w Szklarskiej Porębie.

W Szklarskiej Porębie (Średniej) znajduje się małe muzeum poświęcone twórczości Wlastimila Hofmana (tzw. Wlastimilówka), Szkoła Podstawowa nr 5 w Szklarskiej Porębie nosi jego imię, dzieła malarza można oglądać w kościele parafialnym p.w. Bożego Ciała przy ul. Franciszkańskiej.
1 czerwca 2024 roku w hali Towarzystwa Sportowego Wisła w Krakowie otwarto wystawę "Sportowe pasje Wlastimila Hofmana".

## Twórczość
Istotny wpływ na twórczość Wlastimila Hofmana miała symbolistyczna sztuka Jacka Malczewskiego, z którym przyjaźnił się do jego śmierci. Hofman uznawany jest za kontynuatora zapoczątkowanej przez Malczewskiego linii symboliczno-alegorycznej w malarstwie. Malował też sceny o tematyce religijnej, antycznej, baśniowej i fantastycznej. Był również autorem scen rodzajowych z życia górali i wizerunków chłopów, w których akcentował folklor i dekoracyjność strojów.
Wlastimil Hofman był jednym z najwybitniejszych uczniów Jacka Malczewskiego i kontynuatorem symbolizmu w duchu Młodej Polski. Jego twórczość, nacechowana liryzmem, melancholią i religijnym przesłaniem, zdobyła uznanie już za życia artysty. Malował niezwykle dużo, co – jak zauważył Jan Sztaudynger – sprawiało, że obok wybitnych dzieł powstawały też słabsze, co z kolei przyczyniało się do nieprzychylnych ocen krytyków. Hofman podejmował tematykę rodzajową, alegoryczną, patriotyczną i religijną. Ważnym motywem była vanitas – przemijanie i refleksja nad życiem. II wojna światowa stała się cezurą w jego twórczości: uprościł formy, przyciemnił paletę barwną i zbliżył się do ekspresjonizmu.
Istotnym wydarzeniem w życiu artysty była jego podróż do Francji. Wlastimil Hofman po raz pierwszy wyjechał do Paryża w 1899 roku, gdzie studiował w École des Beaux-Arts i uczęszczał do pracowni Jeana-Léona Gérôme’a. W listach z tego okresu wyrażał pełne poświęcenie sztuce. Do Paryża powrócił w 1918 roku wraz z Adą, z którą zawarł ślub cywilny w 1920 roku. Początkowo jego twórczość nie wzbudzała dużego zainteresowania, jednak znajomość z doktorem Malletem otworzyła mu drogę do paryskich salonów artystycznych. Wystawiał m.in. na Salonie Jesiennym i Salonie Niezależnych, a w 1920 roku miał indywidualną wystawę prezentującą ponad 90 dzieł. Pobyt we Francji zakończyła śmierć ojca artysty, po której wrócił do Krakowa. Mimo to jego związki z Paryżem trwały – w 1921 roku jego obraz „Spowiedź”, mimo początkowego odrzucenia, znalazł się na prestiżowej wystawie i przyniósł mu najwyższe wyróżnienie oraz członkostwo w Salonie Narodowym. Francuska krytyka doceniła duchowość i oryginalność jego stylu, co potwierdzają liczne recenzje i wzmianki w prasie oraz katalogach wystaw. Wpływy Paryża są widoczne w jego pracach na papierze, szczególnie w scenach z życia miasta. Twórczość Hofmana koncentrowała się na tematach dziecięcych, modlitwach i portretach, a wyjątkowo sięgała po francuskie wątki historyczne, jak obraz z Joanną d’Arc. Okres paryski był kluczowy dla jego rozwoju artystycznego i ugruntowania pozycji twórczej w latach międzywojennych.
Okres emigracji Wlastimila Hofmana podczas II wojny światowej stanowił przełomowy moment w jego twórczości — czas intensywnych przemian stylistycznych oraz emocjonalnych. Po ucieczce z Krakowa w 1939 roku, artysta wraz z żoną Adą przemierzał Wschodnią Europę i Bliski Wschód, aż osiedlili się w Tel-Awiwie. W tym czasie Hofman tworzył głównie niewielkie portrety, które zapewniały im środki do życia. W Palestynie artysta, mimo pogarszającego się zdrowia (m.in. epilepsji tropikalnej), kontynuował twórczość. W tym czasie Hofman malował również krajobrazy, architekturę i sceny rodzajowe, a jego kolorystyka uległa rozjaśnieniu pod wpływem światła Bliskiego Wschodu. Twórczość malarską dopełniała poezja, w której pojawiały się motywy religijne, tęsknota za ojczyzną i refleksje nad rolą sztuki. Przykładem są wiersze Ziemia Święta I i Stracona wolność. Ważnym tematem pozostawała także żona Ada, często portretowana w codziennych sytuacjach. Po wojnie, w 1946 roku, Hofmanowie powrócili do Krakowa. Okres emigracji stał się dla artysty czasem intensywnego rozwoju twórczego, a sztuka – narzędziem przetrwania duchowego w czasie wojennej traumy.
Po wojnie osiadł w Szklarskiej Porębie, gdzie – mimo krytyki – pozostał wierny swojej wizji sztuki jako posłannictwa i wyrazu duchowego przeżycia. W latach 50. i 60. Hofman malował głównie ekspresyjne pejzaże, portrety i religijne sceny inspirowane Biblią oraz sztuką ludową. Jego dzieła z tego okresu charakteryzują się intensywnym kolorytem, schematyzacją form i silnym ładunkiem emocjonalnym. Szczególnym symbolem stała się postać Chrystusa Frasobliwego, obecna zarówno w obrazach sakralnych, jak i świeckich. Autoportrety artysty ukazują go jako natchnionego twórcę, wierzącego w duchowy wymiar sztuki. Pomimo zarzutów o przestarzałość, Hofman nigdy nie porzucił swoich przekonań artystycznych. Późna twórczość artysty – głęboko osobista i duchowa – stanowi kontynuację symbolistycznej tradycji, wzbogaconą o inspiracje ludowe i refleksję nad ludzkim losem.
Wybrana twórczość:
- Anhelli

## Ordery i odznaczenia
- Krzyż Komandorski z Gwiazdą Orderu Odrodzenia Polski (1961)
- Order Sztandaru Pracy II klasy (22 lipca 1953)[12]
- Krzyż Oficerski Orderu Odrodzenia Polski (11 listopada 1937)[13]
- Złoty Krzyż Zasługi (9 listopada 1932)[14]
- Order Białego Lwa (Czechosłowacja, 1948)

## Nagrody i wyróżnienia
- W 1907 jako pierwszy z Polaków otrzymuje nominację na członka Wienner Secession Galerie.
- W 1921 jako drugi Polak (po Oldze Boznańskiej) zostaje członkiem Société nationale des beaux-arts w Paryżu.
- W 1929 został uhonorowany Złotym Medalem za zasługi na polu sztuki i Złotym Medalem na Powszechnej Wystawie Krajowej w Poznaniu.

## Upamiętnienie
- Ulica Vlastimila Hofmana w Krakowie
- Willa Vlastimila Hofmana w Krakowie
- Szkoła Podstawowa nr 5 z Oddziałami Mistrzostwa Sportowego im. Vlastimila Hofmana w Szklarskiej Porębie

## Czytaj też
- Bogusław Czajkowski, Portret z pamięci, 1971
- Edward Dusza, Malarz zapomnianego pejzażu, Londyn 1981
- Wlastimil Hofman. Wystawa malarstwa i rysunku, Wrocławskie Towarzystwo Przyjaciół Sztuk Pięknych, Wrocław 1967.
- I. Huml, Hofmanowe malowanie, Art & Business. Polska Sztuka i Antyki, nr 1–2, 2004.
- W Szklarskiej Porębie wszystkie drogi prowadzą do Wlastimilówki, red. Bożena Danielska, 2017
- Wlastimil Hofman Autobiografia, oprac. Beata Mielczarek, Warszawa 2020
- Elżbieta Wolniewicz-Mierzwińska, Wlastimil Hofman – twórczość do roku 1939, [w] Dzieła czy kicze, Warszawa 1981, s.388-497